# Impatiens masonii
Impatiens masonii är en balsaminväxtart som beskrevs av Joseph Dalton Hooker. Impatiens masonii ingår i släktet balsaminer, och familjen balsaminväxter. Inga underarter finns listade i Catalogue of Life.